# اورورا (سیاره)
آورورا (به انگلیسی: Aurora) در مجموعه داستان‌های رباتی آسیموف، نام یکی از چند ستاره‌ای است که به وسیلهٔ انسان‌ها مسکونی سازی شده‌است. اگرچه ساکنان این سیاره‌ها انسان هستند و از نسل همان انسان‌های زمینی، ولی مردم زمین به آن‌ها فضایی می‌گویند.

## فضایی‌ها
فضایی‌ها، ساکنان کرات مسکونی شده هستند که با دستکاری ژنتیکی بدن و دستکاری محیط زیستشان، موفق شده‌اند مرزهای پیری و مرگ را دورتر ببرند و تا چهار پنج قرن زندگی کنند. آن‌ها از رباتها در زندگی روزمره و در صنایع و کارخانه‌ها استفاده می‌کنند.
و به همین دلایل، روابط میان ساکنان زمین و ساکنان کرات فضایی چندان خوب نیست. فضایی‌ها در زمینی‌ها به دیده تحقیر می‌نگرند و به نظرشان آن‌ها موجوداتی پر از میکروب و بیماری با عمر کوتاه هستند و زمینی‌ها نیز که از زندگی کردن با رباتها بیزار هستند، و از دیدگاه فضایی‌ها نسبت به خود مطلع می‌باشند، فضایی‌ها را بیگانه می‌پندارند.
یکی از داستان‌های رباتی ایزاک آسیموف روی سیارهٔ آورورا اتفاق می‌افتد.
از دیگر کرات فضایی که در داستان‌های آسیموف نقش دارند، می‌توان سولاریا را نام برد.

## پیشینه
آورورا نام الههٔ سپیده‌دم در اساطیر یونان است. از آن‌جایی که آورورا اولین سیاره‌ای بوده که در رشته‌افسانهٔ آسیموف زمین‌گونه شده و نخستین دنیای فضایی است، نام آورورا را گرفته‌است.